# Млад и здрав као ружа
Млад и здрав као ружа је филм редитеља Јована Јовановића. Припада остварењима црног таласа. Снимљен је 1971. године и говори о почецима везе југословенске државне безбедности и криминалаца. Готово читав је снимљен камером из руке, што даје утисак документарности и појачава драматику.
Филм је након снимања приказан само два пута: на Фестивалу у Пули и у Студентском културном центру у Београду, након чега му се губи сваки траг, иако никада није званично забрањен. Прва следећа јавна пројекција филма уследила је 35 година након снимања, у оквиру ФЕСТ-а 2006.

## Радња
Млади преступник Стеван - Стив (Драган Николић) се бави „позајмљивањем“ (тада званичан израз за крађу) кола и искоришћавањем девојака. Убрзо, почиње и да убија људе. Новца је све више, али онда долази до сусрета са полицијским инспектором (Александар Гаврић) који му нуди сарадњу... Ускоро, он постаје један од шефова београдског подземља и медијска звезда. Понаша се бахато и пуца по граду, живи у хотелу...
На крају филма, Стеван изговара: „Ја сам ваша будућност“, чиме се предвиђа појава ликова попут Кнелета, Аркана, Легије и других.

## Културно добро
Југословенска кинотека је, у складу са својим овлашћењима на основу Закона о културним добрима, 28. децембра 2016. године прогласила сто српских играних филмова (1911–1999) за културно добро од великог значаја. На тој листи се налази и филм Млад и здрав као ружа.